# Блюмин, Марина Максимилиан

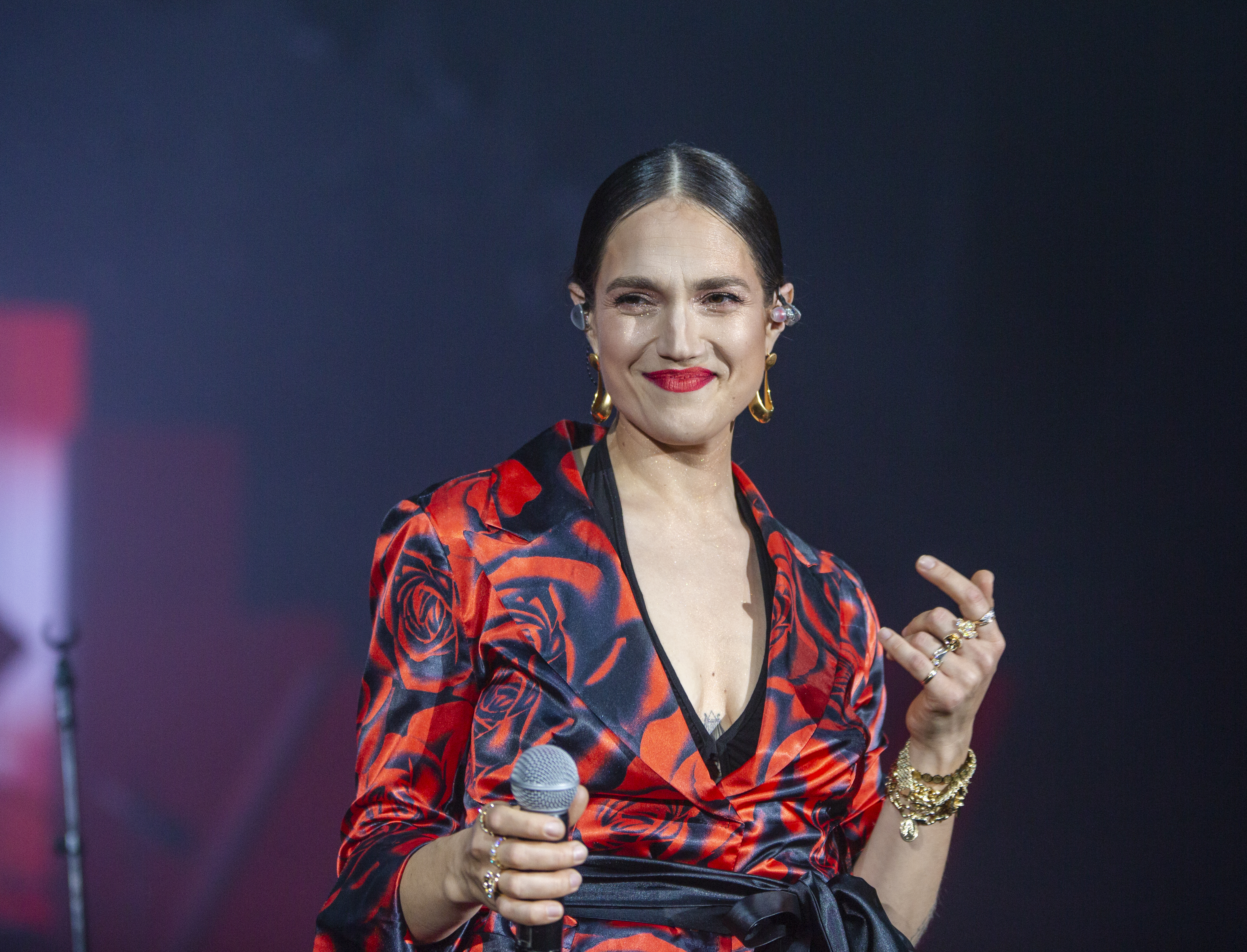
Марина Максимилиан. Фестиваль в Тель-Авиве. 2022

Марина Максимилиан Блюмин (ивр. מארינה מקסימיליאן בלומין‎), урождённая Марина Игоревна Блюмина (15 декабря 1987, Днепропетровск) — израильская певица и актриса, большая популярность и широкая известность которой началась после того как она заняла второе место в 5-м сезоне израильского телевизионного шоу «Кохав Нолад» («Родилась звезда»).

## Биография
Марина Блюмин родилась 15 декабря 1987 года в Днепропетровске, Украина. В возрасте трёх лет она с родителями репатриировалась в Израиль. С ранних лет её мама, Алла, обучала Марину играть на фортепиано и петь в хоре. В дальнейшем (в возрасте семи лет) Марина пошла в музыкальную школу, в которой преподавала её мама. Пела в хоре музыкальной школы, а затем стала его солисткой. В десятилетнем возрасте во время обучения в музыкальной школе (третий класс) приняла участие в конкурсе «Браво», где получила диплом и завоевала приз «Звезда Браво». В 12 лет принимала участие в конкурсе «Золотая Ханукия» и стала лауреатом конкурса. С 14 лет выступает на профессиональной сцене с разнообразнейшим репертуаром, включающим классические произведения, джаз в оригинальных и собственных обработках, с песнями собственного сочинения. Исполняет песни на 10 языках мира. Собственные песни пишет и исполняет на трёх языках — иврите, английском и русском. В 2013 году выпустила диск собственных произведений на английском языке «Step Into Мy World» который в течение года стал «золотым». Кроме многочисленных концертов в Израиле, успешно выступала с гастролями в 14 странах Европы, в Америке и Китае. Получила звание «Певица года» в Израиле за 2014 год. Певица практически каждый год обновляет свой репертуар и выпускает новый концептуальный концерт.
Молодой талантливой певице, автору музыки и текста, Марине интересны разные направления искусства. Она с большим успехом проявила себя и как актриса. Приняла участие в двух спектаклях «Камерного театра». В кинематографическом жанре снялась в трёх многосерийных телевизионных фильмах и двух полнометражных кинолентах. На телевидении была ведущей музыкального шоу и соведущей телевизионного проекта «Вечерний клуб».
Воспитывает двух дочерей.

## Дискография

### Синглы
- 2008 — «Mi Haya Ma’amin» (совместно с Boaz Mauda)
- 2010 — «Amok Batal»
- 2013 — «Two Pigs»
- 2013 — «Tango»
- 2018 — «Glow Now»

### Альбомы
- «Step into My World»
- «Armonot Ashan»